# Блез Паскаль
Блез Паска́ль (фр. Blaise Pascal; 19 червня 1623, Клермон-Ферран — 19 серпня 1662, Париж) — французький філософ, письменник, фізик, математик.
Один із засновників математичного аналізу, теорії ймовірностей та проєктивної геометрії, творець перших зразків лічильної техніки, автор основного закону гідростатики. Відомий також відкриттям формули біноміальних коефіцієнтів, винаходом гідравлічного преса й шприца та іншими відкриттями. Автор знаменитих «Думок» та «Листів до провінціала», які стали класикою французької літератури.
На честь Паскаля названа одиниця вимірювання тиску (Паскаль), а також популярна мова програмування Pascal.

## Життєпис

### Дитинство
Паскаль народився 19 червня 1623 року в місті Клермон-Ферран (Овернь) в родині голови податкового управління Етьєна Паскаля й Антуанетти Бегон, дочки сенешаля Оверні. У Паскалів було троє дітей — Блез і дві його сестри: молодша — Жаклін і старша — Жильберта. Мати померла, коли Блезу було 3 роки. 1631 року сім'я переїхала до Парижа.
Блез ріс обдарованою дитиною. Його батько Етьєн самостійно займався освітою хлопчика; Етьєн сам непогано розбирався в математиці — дружив з Мерсенном і Дезаргом, відкрив і досліджував невідому раніше алгебричну криву, що відтоді отримала назву «равлик Паскаля», входив до комісії з визначення довготи, створеної Рішельє.
Паскаль-батько дотримувався принципу, за яким складність предмета мала відповідати розумовим здібностям дитини. За його планом давні мови Блез мав вивчати з 12-ти, а математику з 15–16-річного віку. Метод навчання полягав у поясненні загальних понять і правил та наступному переході до вивчення окремих питань. Так, знайомлячи восьмирічного хлопчика із законами граматики, спільними для всіх мов, батько мав на меті навчити його мислити раціонально. Удома постійно проводилися бесіди з питань математики і Блез надзвичайно цікавився цим предметом. Батько, який побоювався, що математика завадить синові вивчати латинську та грецьку мови, обіцяв звернутися до математики в майбутньому. Якось на чергове запитання сина про те, що таке геометрія, Етьєн коротко відповів, що це спосіб креслити правильні фігури і знаходити між ними пропорції, проте заборонив йому будь-які дослідження в цій сфері. Однак Блез на самоті заходився вугіллям креслити на підлозі різні фігури і вивчати їх. Не знаючи геометричних термінів, він називав лінію «паличкою», а коло «кільцем». Коли батько випадково застав Блеза за одним з таких самостійних уроків, він був вражений: хлопчик, який не знав навіть назв фігур, самостійно довів 32-гу теорему Евкліда про суму кутів трикутника. За порадою свого друга Ле Пайєра Етьєн Паскаль відмовився від свого первинного плану навчання і дозволив читати синові математичні книги. У години відпочинку Блез вивчав Евклідову геометрію, пізніше, з допомогою батька, перейшов до робіт Архімеда, Аполлонія і Паппа, потім — Дезарга.
У 1634 (Блезу було 11 років), хтось за обіднім столом зачепив ножем фаянсовий таріль. Він зазвучав. Хлопчик звернув увагу, що варто було торкнутися до тарелі пальцем, як звук зник. Щоб знайти цьому пояснення, Паскаль провів серію дослідів, результати яких пізніше виклав у «Трактаті про звуки».
З 14 років Паскаль брав участь у семінарах Мерсенна, що проводилися щочетверга. Тут він познайомився з Дезаргом. Юний Паскаль був одним з небагатьох, хто вивчав його праці, написані складною мовою й насичені новоствореними термінами. Він удосконалював ідеї, висловлені Дезаргом, узагальнюючи і спрощуючи обґрунтування.
У 1640 році виходить перший друкований твір Паскаля — «Есе про конічні перетини», результат дослідження робіт Дезарга. У цей твір автор включив теореми (докази не наводяться), три визначення, три леми і вказав розділи запланованої праці про конічні перетини. Третя лема з «Досвіду…» є теоремою Паскаля: якщо вершини шестикутника лежать на певному конічному перерізі, то три точки перетину прямих, що містять протилежні сторони, лежать на одній прямій. Цей результат і 400 наслідків з нього Паскаль виклав у «Повній праці про конічні перетини», про завершення якої Паскаль повідомив п'ятнадцять років по тому. Зараз ця праця відносилася б до проєктивної геометрії. «Повна праця…» так і не була опублікована: у 1675 році її прочитав у рукописі Ляйбніц, який рекомендував племіннику Паскаля Етьєну Пер'є терміново надрукувати її. Однак Пер'є не прислухався до думки Лейбніца, згодом рукопис було загублено.

### Руан
У січні 1640 року родина Паскалів переїхала до Руана. У ці роки здоров'я Паскаля, і без того слабке, стало гіршати. Проте він продовжував працювати.

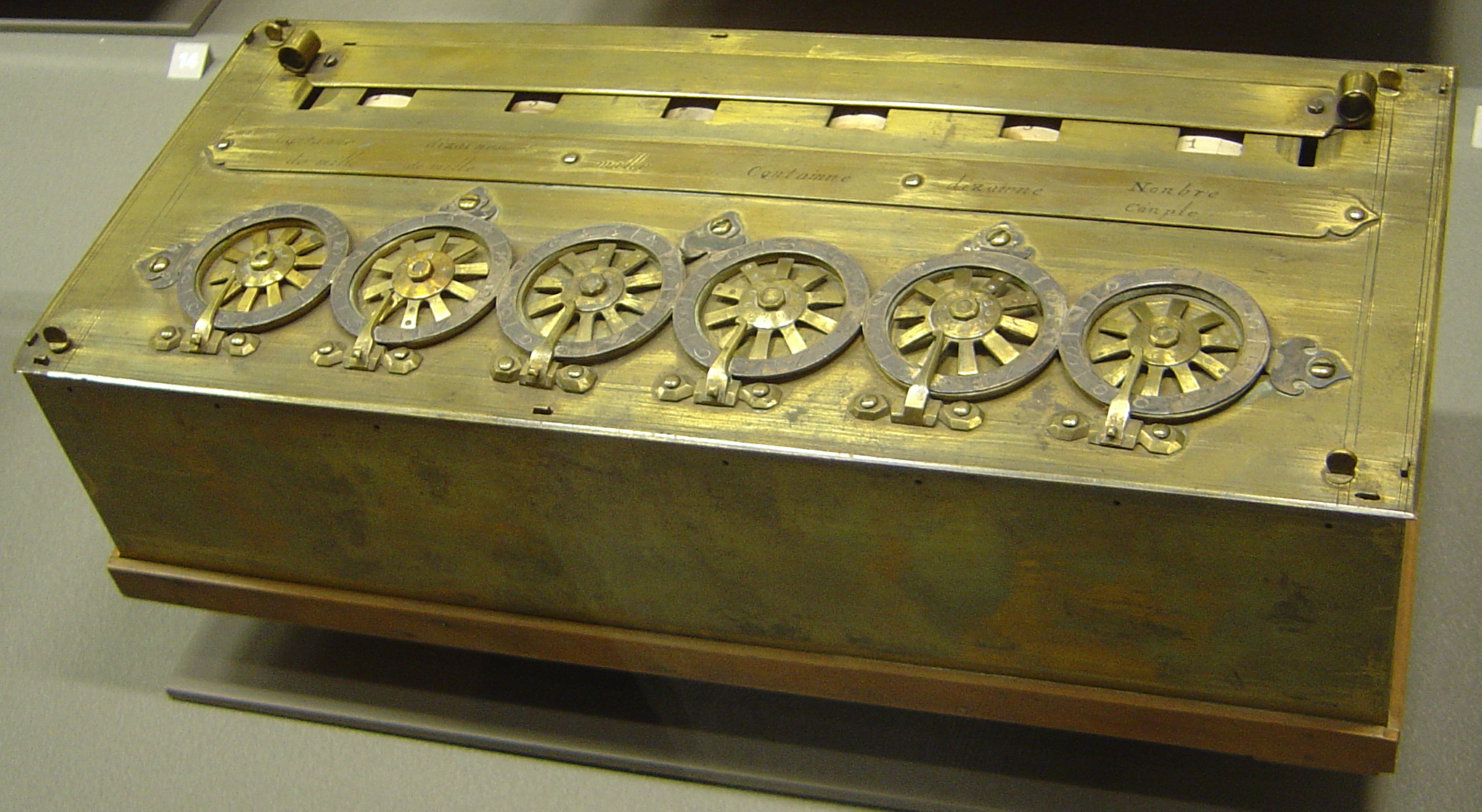
Лічильна машина Паскаля

Батько Блеза за родом служби в Руані (посада інтенданта Нормандії) часто займався стомливими розрахунками, син також допомагав йому в розподілі податків і мит. Зіткнувшись з традиційними способами обчислень, Паскаль визнав їх незручними і задумав створити обчислювальний пристрій, який міг би допомогти спростити розрахунки. 1642 року (у 19 років) Паскаль почав створення своєї Лічильної машини «паскаліни», в цьому, за його власним визнанням, йому допомогли знання, отримані в ранні роки. Машина Паскаля виглядала як скринька, наповнена численними, пов'язаними одна з одною зубчастою передачею, шестернями. Числа, які треба було додати або відняти, вводилися відповідним поворотом коліщат, принцип роботи ґрунтувався на рахунку обертів. Оскільки успіх у здійсненні задуму залежав від того, наскільки точно ремісники відтворювали розміри і пропорції деталей машини, Паскаль сам був присутній при виготовленні її деталей.
Незабаром машина Паскаля була підроблена в Руані одним годинникарем, який не бачив оригіналу і побудував копію, спираючись лише на розповіді про «рахункове колесо». Попри те, що підроблена машина була зовсім непридатна для виконання математичних операцій, Паскаль, зачеплений цією історією, залишив роботу над своїм механізмом. Аби спонукати його продовжити вдосконалення машини, друзі привернули до неї увагу канцлера Сег'є. Той, після вивчення проєкту, рекомендував Паскалю не зупинятися на досягнутому. 1645 року Паскаль продемонстрував Сег'є готову модель машини. До 1652 року під його наглядом було створено близько 50 варіантів «паскаліни». 1649 року він отримав королівський привілей на лічильну машину: заборонялися як копіювання моделі Паскаля, так і створення без його дозволу будь-яких інших видів лічильних машин; заборонявся їх продаж іноземцями в межах Франції. Сума штрафу за порушення заборони становила три тисячі ліврів і мала бути розділена на три рівні частини: третина мала надійти до скарбниці, інша третина — у паризьку лікарню й остання третина — Паскалю, або власнику його прав. Вчений витратив чимало коштів на створення машини, проте складність її виготовлення і висока ціна стали перешкодою на шляху комерційної реалізації проєкту.
Винайдений Паскалем принцип пов'язаних коліщат майже на три століття став основою створення більшості арифмометрів.
У 1646 році родина Паскаля через лікарів, які лікували Етьєна, познайомилася з янсенізмом. Блез, вивчивши трактат Янсена «Про перетворення внутрішньої людини» з критикою прагнення до «величі, знання, задоволення», відчуває сумніви: чи не є його наукові пошуки гріховним і недостойним заняттям? З усієї родини саме він найглибше переймається ідеями янсенізму, переживаючи своє «перше навернення». Однак наразі він не залишає заняття наукою.

### Досліди з трубкою Торрічеллі

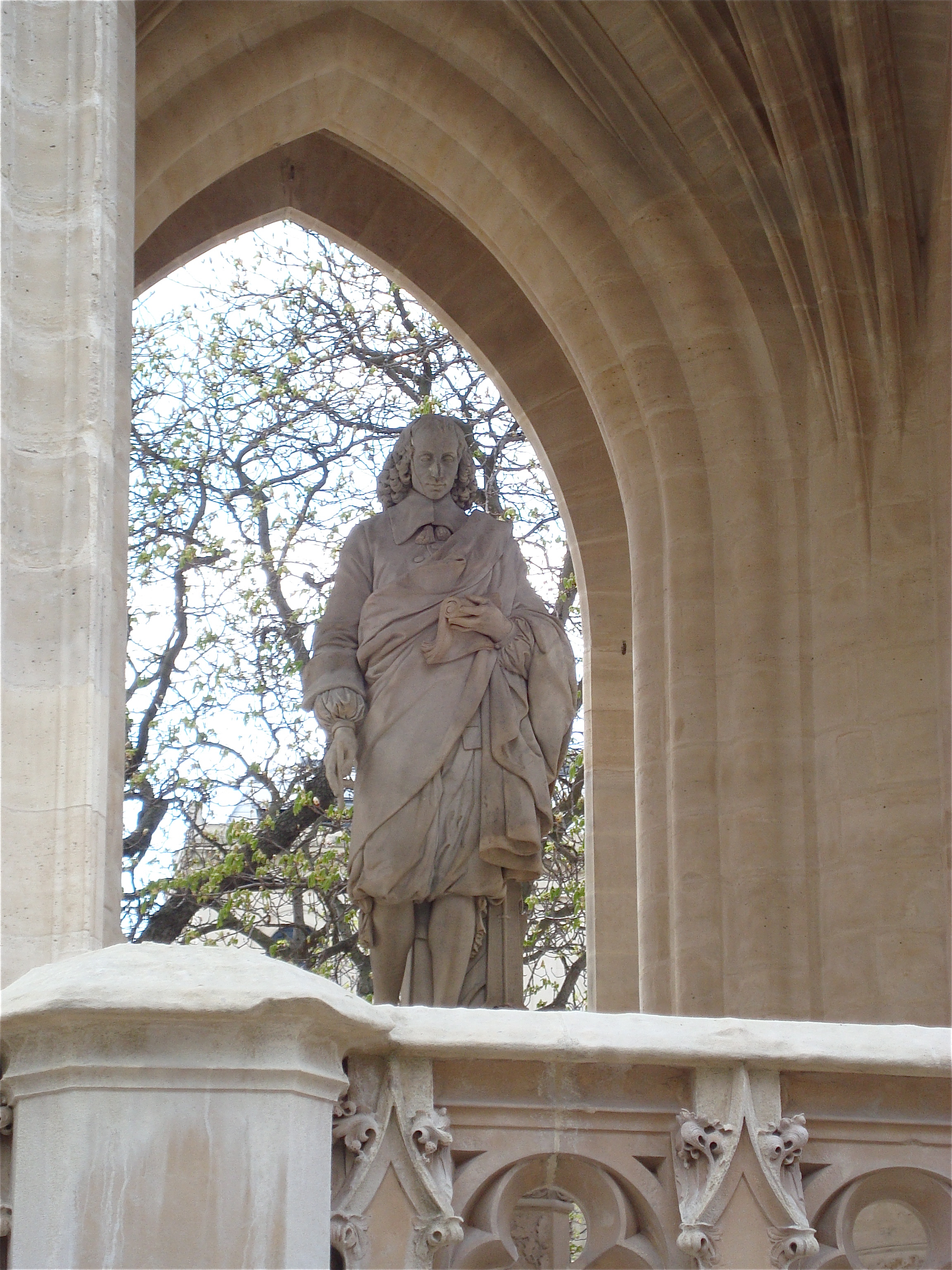
Пам'ятник Паскалю на вежі Сен-Жак в Парижі

Наприкінці 1646 року Паскаль, довідавшись від батькового знайомого про торрічеллеву трубку, повторив дослід італійського вченого. Потім він зробив серію видозмінених експериментів, прагнучи довести, що простір у трубці над ртуттю не заповнено ні її парами, ні розрідженим повітрям, ні жодною «тонкою матерією». 1647 року, вже перебуваючи в Парижі й попри загострення своєї хвороби, Паскаль опублікував результати своїх дослідів у трактаті «Нові досліди, що стосуються порожнечі». У кінцевій частині своєї праці Паскаль стверджував, що простір у верхній частині трубки «не заповнено жодними відомими в природі речовинами … і можна вважати цей простір справді порожнім, доти, поки експериментально не буде доведено існування там якоїсь речовини». Це був попередній доказ можливості існування порожнечі й того, що гіпотеза Арістотеля про «страх порожнечі» має межі.
Згодом Паскаль зосередився на доведенні того, що стовпчик ртуті в скляній трубці утримується тиском повітря. На прохання Паскаля його зять Флорен Пер'є провів серію експериментів біля гори Пюї-де-Дом в Клермоні й описав результати у листі до Блеза: різниця у висоті стовпчика ртуті на вершині й біля підніжжя гори склала 3 дюйми 1 1 / 2 лінії.
У Парижі на вежі Сен-Жак досліди повторив уже сам Паскаль, їхні результати цілком підтвердили дані Пер'є. На честь цього відкриття на вежі було встановлено пам'ятник вченому. У «Оповіді про великий експеримент рівноваги рідин» (1648) Паскаль наводить своє листування із зятем та наслідки, що випливають з цього досвіду: тепер є можливість «дізнатися, чи знаходяться два місця на одному рівні, тобто чи однаково вони віддалені від центру землі, або яке з них розташоване вище, як би не були вони далекі один від одного». Паскаль зазначав також, що всі явища, приписувані раніше «страхові порожнечі» насправді є наслідком тиску повітря. Узагальнюючи отримані результати, Паскаль зробив висновок, що тиск повітря є окремий випадок рівноваги рідин і тиску усередині них. Паскаль підтвердив припущення Еванджеліста Торрічеллі про існування атмосферного тиску.
Розвиваючи результати досліджень Стевіна і Галілея в сфері гідростатики у своєму «Трактаті про рівновагу рідин» (1653, опублікований в 1663), Паскаль підійшов до встановлення закону розподілу тиску в рідинах. У другому розділі трактату він формує ідею гідравлічного преса: «посудина, заповнена водою, є новим принципом механіки і новою машиною для збільшення сил до бажаного ступеня, тому що за допомогою цього засобу людина зможе підняти будь-який запропонований їй тягар» і зазначає, що принцип його дії підпорядковується тому ж закону, що і принцип дії важеля, блоку, нескінченного ґвинта. Почавши з простого повторення досліду Торрічеллі, Паскаль спростував одну з основних аксіом старої фізики і встановив основний закон гідростатики.
У 1651 році батько, Етьєн Паскаль, помер. Молодша сестра, Жаклін, пішла в монастир Пор-Рояль. Блез, раніше підтримував сестру в її прагненні до чернечого життя, але боячись втратити друга і помічника, просив Жаклін не залишати його. Однак сестра залишилася непохитною.

### Світське життя «Математика випадку»
Звичне життя Паскаля закінчилася. Погіршився і стан його здоров'я: лікарі наказують зменшити розумове навантаження. Паскаль бував у вищому світі, зав'язував світські відносини. Навесні 1652 року в Малому Люксембурзькому палаці, у герцогині д'Егійон він продемонстрував свою арифметичну машину і ставив фізичні досліди, що викликало загальне захоплення. Машина Паскаля пробудила інтерес у шведської королеви Крістіни — на прохання абата Бурделя вчений подарував їй один зразок свого винаходу. У цей період у Паскаля знову з'явився інтерес до досліджень, прагнення до слави, які він пригнічував у собі під впливом вчання янсеністів.
Найближчим з друзів-аристократів для вченого став герцог де Роан, що захоплювався математикою. У будинку герцога, в якому Паскаль проживав тривалий час, йому було виділено окрему кімнату. Через Роана Паскаль познайомився з багатієм і пристрасним гравцем Дамьє Міттоном, ерудитом кавалером де Мері. Роздуми, засновані на спостереженнях, зроблених Паскалем у світському товаристві, пізніше ввійшли до його «Думок».

Трикутник Паскаля

Кавалер де Мері, великий шанувальник азартних ігор, запропонував Паскалю в 1654 році розв'язати деякі задачі, що виникають за певних ігрових умов. Перше завдання де Мері — про кількість кидків двох гральних костей, після якого ймовірність виграшу перевищує ймовірність програшу, — була вирішена ним самим, Паскалем, Ферма і Робервалем. Під час розв'язання другої, набагато складнішої задачі, в листуванні Паскаля з Ферма, закладаються основи теорії імовірності. Вчені, під час розв'язання задачі про розподіл ставок між гравцями при перерваній серії партій (цим також займався італійський математик XV століття Лука Пачолі), використовували кожен свій аналітичний метод підрахунку ймовірностей і прийшли до однакового результату. Інформація про пошуки Паскаля і Ферма підштовхнула Гюйгенса до заняття проблемами імовірності, який сформулював у своєму творі «Про розрахунки в азартних іграх» (1657) визначення математичного очікування. Паскаль створює «Трактат про арифметичний трикутник» (виданий в 1665 році), де досліджує властивості «трикутника Паскаля» та його застосування в підрахунку числа сполук, не вдаючись до алгебраїчних формул. Одним з додатків до трактату була робота «Про підсумовування числових степенів», де Паскаль пропонує метод підрахунку степенів чисел натурального ряду.
У цей період життя Паскаль мав безліч планів на майбутнє. У листі Паризької академії (1654) він повідомив, що готує фундаментальну працю під назвою «Математика випадку».

### «Меморіал»
У ніч з 23 на 24 листопада 1654 року, «від десяти з половиною годин вечора до пів на першу ночі», Паскаль, за його словами, пережив містичне осяяння згори. Прийшовши до тями, він тут же переписав думки, записавши їх на шматочку пергаменту, який згодом зашив під підкладку свого одягу. З цією реліквією, яку його біографи назвуть «Меморіалом» або «Амулетом Паскаля» він не розлучався до самої смерті. Запис було виявлено в будинку його старшої сестри, коли впорядковували речі вже померлого Паскаля.
Ось як висловився про Меморіал дослідник життя Паскаля Борис Тарасов: «Хоча Паскаль залишив нащадкам чимале число текстів релігійного змісту, жоден з них не пояснює свого автора настільки, як це робить Меморіал. Уперше виражену тут Паскалем глибинну суперечність науки і віри, філософії і теології вогненною рисою пройде через всю його долю» (с. 209).
Ця подія докорінно змінила його життя. Паскаль не розповів про те, що трапилося навіть сестрі Жаклін, але попрохав главу Пор-Рояля Антуана Сенглена стати його духівником. Паскаль обриває світські зв'язки і приймає рішення залишити Париж.

### Пор-Рояль
Спочатку Паскаль жив в замку Вомюрьє у герцога де Люїна, потім, у пошуках самоти, переселився в заміський Пор-Рояль. Він цілковито припинив заняття наукою, розглядаючи їх як гріховні. Попри суворий режим, якого дотримувалися відлюдники Пор-Рояля, Паскаль відчував значне поліпшення свого здоров'я і переживав духовне піднесення. Відтепер він став апологетом янсенізму і віддав усі сили літературі, направивши своє перо на захист «вічних цінностей». Здійснив паломництво по паризьких церквах (він обійшов їх усі). Готував для «малих шкіл» янсеністів підручник «Елементи геометрії» з додатками «Про математичний розум» і «Мистецтво переконувати».

### «Листи до провінціала»
Духовним лідером Пор-Рояля був один з найосвіченіших людей того часу — доктор Сорбонни Антуан Арно. На його прохання Паскаль долучився до полеміки янсеністів з єзуїтами і написав «Листи до провінціала» — блискучий зразок французької літератури, що містить гостру критику орденів і пропаганду моральних цінностей, що їх він виклав у дусі раціоналізму. Почавши з обговорення догматичних розбіжностей між янсенізмом і єзуїтами, Паскаль перейшов до засудження моральної теології останніх. Не допускаючи переходу на особистості (велика частина батьків ордена провадила бездоганне життя), він засуджував казуїстику єзуїтів, яка веде, на його думку, до падіння моральності людини.
«Листи» було опубліковано в 1656–1657 роках під псевдонімом. Вони викликали чималий скандал. Паскаль ризикував потрапити в Бастилію, йому довелося деякий час переховуватися, він часто міняв місця свого перебування і жив під чужим ім'ям. Вольтер писав: «Робилися спроби різними способами показати єзуїтів огидними; Паскаль зробив більше: він показав їх смішними».

### Дослідження циклоїди

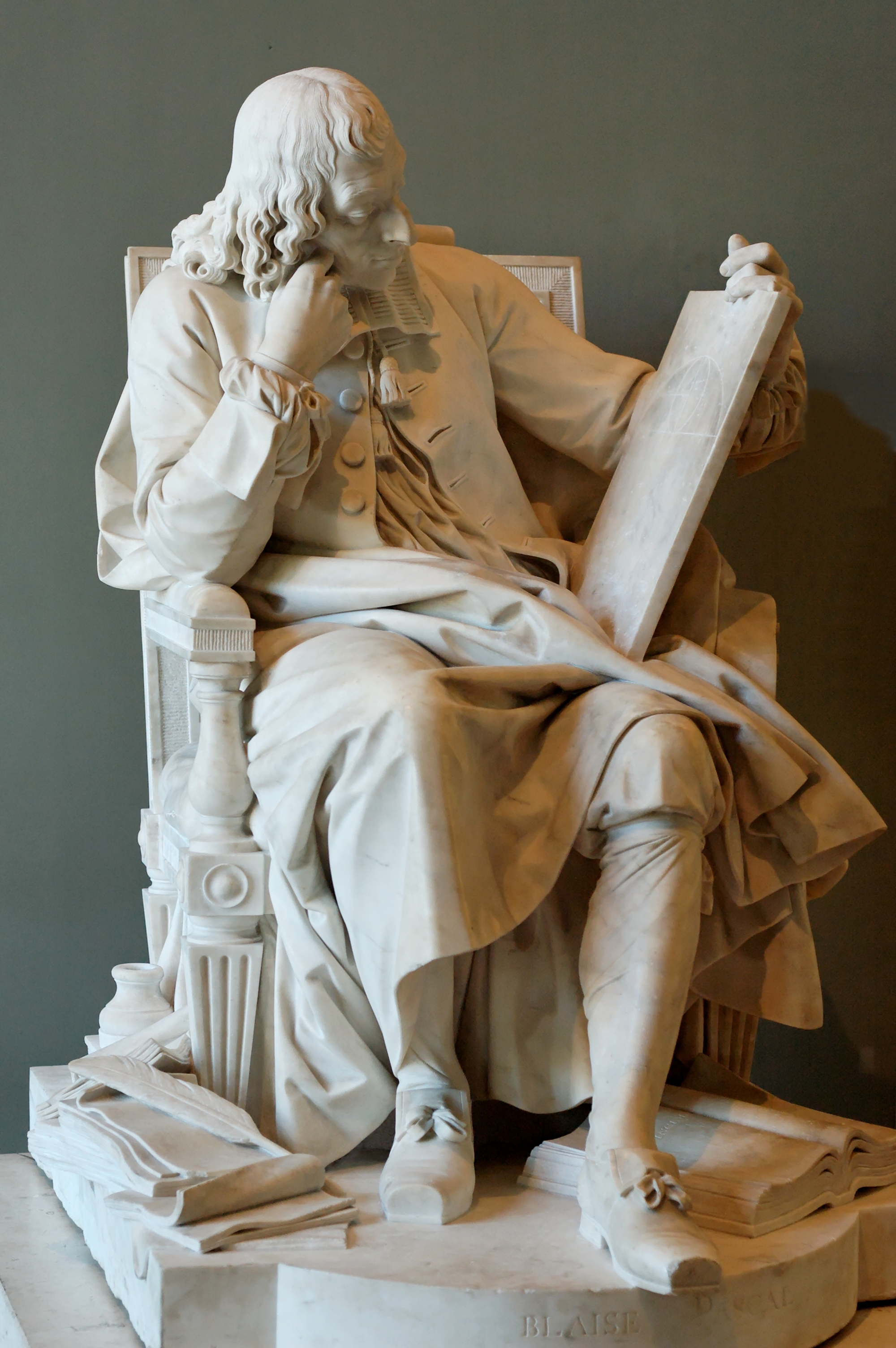
Огюстен Пажу. Паскаль, який вивчає циклоїду. Лувр.

Відмовившись від систематичних занять наукою, Паскаль все-таки зрідка обговорював математичні питання з друзями, але не збирався більше займатися науковою творчістю. Єдиним винятком стало фундаментальне дослідження циклоїди (як розповідали друзі, він зайнявся цією проблемою, щоб відволіктися від зубного болю). За одну ніч Паскаль розв'язав задачу Мерсенна про циклоїди і зробив низку відкриттів у її вивченні. Спочатку Паскаль не бажав розголошувати отримані результати. Але його друг герцог де Роан умовив влаштувати конкурс на розв'язання задач з визначення площі та центру ваги сегмента та обсягів і центрів тяжіння тіл обертання циклоїди серед математиків Європи. У конкурсі брало участь багато прославлених вчених: Джон Валліс, Гюйгенс, Рен та інші. Хоча не всі учасники розв'язали поставлене завдання, у процесі роботи над ними було зроблено важливі відкриття: Гюйгенс винайшов циклоїдальний маятник, а Рен визначив довжину циклоїди. Розв'язок Паскаля журі під головуванням Каркаві визнало найліпшим, а його використання методу нескінченно малих вплинуло надалі на створення диференціального й інтегрального числення.

### «Думки»
Ще близько 1652 року Паскаль задумав створити фундаментальну працю — «Апологію християнської релігії». Однією з головних цілей «Апології …» мала стати критика атеїзму і захист віри. Він постійно міркував над проблемами релігії, його задум змінювався з плином часу, але розпочати працювати над твором, що був задуманий ним як основна праця життя, заважали різні обставини. Починаючи з середини 1657 року Паскаль робить фрагментарні записи для «Апології …» на окремих аркушах, класифікуючи їх за змістом. Своїми планами він поділився з відлюдниками Пор-Рояля восени 1658 року, на створення книги Паскаль відводив собі десять років. Хвороба перешкодила йому: з початку 1659 він робив тільки уривчасті записи, лікарі заборонили йому будь-які розумові навантаження, але хворий примудрився записувати все, що спадало йому на думку, буквально на будь-якому підручному матеріалі.
Пізніше він не зміг навіть диктувати і припинив роботу. Після смерті Блеза друзі-янсеністи знайшли цілі пачки таких нотаток, перев'язаних мотузкою. Збереглося близько тисячі уривків, різних за жанром, обсягом і ступенем завершеності. Вони були розшифровані і видані книгою під назвою «Думки про релігію та інші предмети» (фр. Pensées sur la religion et sur quelques autres sujets), потім книга називалася просто «Думки» (фр. Pensées). Здебільшого книга присвячена стосункам Бога і людини, а також апологетиці християнства в янсеністському розумінні. У цьому ж рукописі містився опис доказів розумності віри на основі теорії ігор, що став відомим, як парі Паскаля.
«Думки» стали класикою французької літератури, а Паскаль став єдиним у новій історії великим літератором і великим математиком водночас.

### Останні роки
З 1658 року здоров'я Паскаля швидко погіршилось. За сучасними міркуваннями, протягом всього життя Паскаль страждав від комплексу захворювань: рак мозку, кишковий туберкульоз, ревматизм. Його гнітила фізична слабкість, переслідували жахливі головні болі. Гюйгенс, який відвідав Паскаля в 1660 році, застав його глибоким старцем, хоча Паскалю було всього 37 років. Паскаль розумів, що скоро помре, але не відчував страху перед смертю, кажучи сестрі Жильберту, що смерть забирає в людини «нещасну здатність грішити». Не маючи можливості ні читати, ні писати, ні міркувати, він займався добродійністю і зрідка відвідував старих друзів.
Восени 1661 року Паскаль поділився з герцогом де Роаном ідеєю створення дешевого і доступного всім способу пересування в багатомісних каретах. Герцог створив акціонерне товариство для реалізації цього проєкту і 18 березня 1662 року в Парижі відкрився перший маршрут громадського транспорту, названого згодом омнібусом.

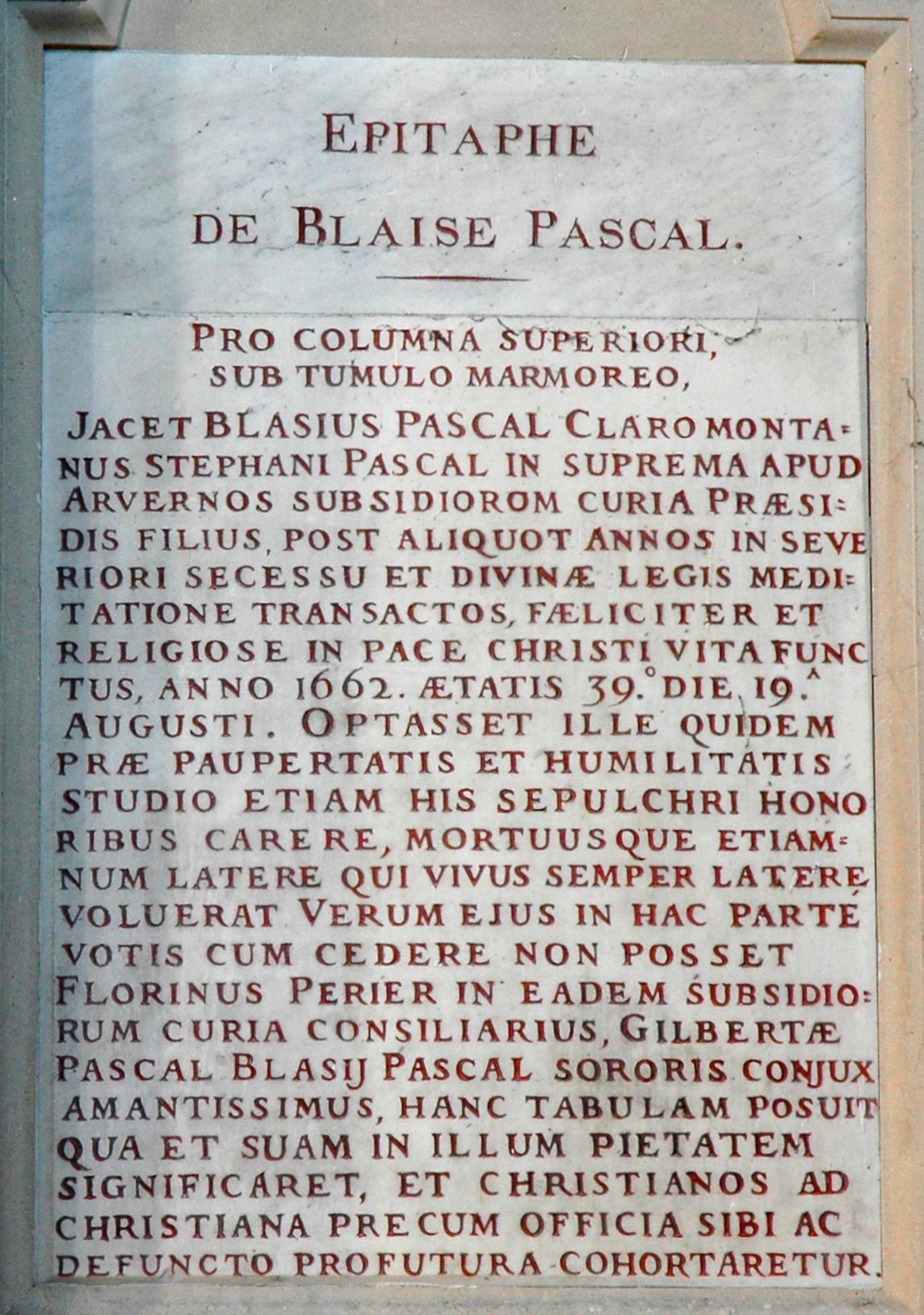
Епітафія Паскалю. Церква Сен-Етьєн-дю-Мон. Париж

У жовтні 1661 року, в розпал нового витка переслідування янсеністів, померла сестра Жаклін. Це був тяжкий удар для Паскаля.
У той же час влада зажадала від Пор-Рояльскої громади беззастережного підписання формуляра, який засуджував п'ять положень вчення Янсена. Серед янсеністів не було повної згоди. Група, очолювана Арно і Ніколем, вважала, що слід виробити застереження до формуляра, які задовольнили б усі сторони, і підписати його. Паскаль схилявся до тих, хто пропонував жорсткіший варіант роз'яснення до формуляра, який вказував би на помилковість рішення папи. Довгі суперечки було вирішено припинити загальним голосуванням, яке відбулося на квартирі Паскаля. Більшість погодилася з думкою Арно. Вражений Паскаль відмовився від боротьби і практично припиняє спілкування з відлюдниками Пор-Рояля.
19 серпня 1662 року після тривалої хвороби Блез Паскаль помер. Поховали його в парафіяльній церкві Парижа Сен-Етьєн-дю-Мон.

## Оцінки
Наполеон — «Я б зробив Паскаля сенатором».
Вольтер — «Я поціновую геній та красномовство Паскаля, але що більше я його шаную, то більше переконуюся, що він сам повиправляв би багато зі своїх Думок, які накидував як прийдеться на папері, аби згодом з ними розібратися: і саме захоплюючись його генієм, я поборюю деякі його ідеї». (Філософські листи, лист XXV, 1734)
Еміль Золя — «Він бачив світ як картину великого духу, віднаходячи серед своїх помилок витончений голос істини. Тисячі захоплюються ним, але я не думаю, що в нього є учні». («Моя ненависть», 1866)
Анрі де Монтерлан — «Думки Паскаля, Мемуари Сен-Сімона та Мемуари з того світу — три твори, що створили сучасну французьку прозу. І всі три були опубліковані посмертно». (Записники, Ґаллімар, 1957)
Анатоль Франс — «У світі ніколи не було потужнішого генія, ніж Паскаль. Але ніколи не було й жалюгіднішого». (Літературне життя, т. 4, 1898)
Фрідріх Ніцше — «Ось приклад, що викликає глибоке співчуття: загибель Паскаля, який вірив у те, що причиною загибелі його розуму був первородний гріх, між тим як нею було лише християнство». (Антихрист (книга))
Жозеф Бертран — «Тонкі розуми дивуються з Паскаля як письменника найдосконалішого в найбільше століття французької мови. Кожен рядок, що вийшов з-під його пера, шанується як коштовний камінь». 
Лев Толстой — «[Читав] дивного Паскаля… людину великого розуму і великого серця… не міг не розчулитися до сліз, читаючи його і усвідомлюючи своє повне єднання з цією померлою сотні років тому людиною».
Іван Тургенєв — «Яка глибина, яка ясність — яка велич!… Яка вільна, сильна, зухвала і могутня мова!».

## Відкриття та винаходи
1. Паскаліна — механічний калькулятор (другий в світі)
2. Гідравлічний прес
3. Трикутник Паскаля
4. Закон Паскаля

## Твори
1. Есе про конічні перетини (Essai pour les coniques, 1639 за іншими даними 1642) — теорема Паскаля про те, що у будь-якому шестикутнику, вписаному в еліпс, гіперболу або параболу, точки перетину трьох пар протилежних сторін лежать на одній прямій.
2. Нові досліди, що стосуються порожнечі (Expériences nouvelles touchant le vide, 1647)
3. Трактат про рівновагу рідин (Traités de l'équilibre des liqueurs, 1663)
4. Трактат про вагу маси повітря (Traités de la pésanteur de la masse de l'air, 1663)
5. Трактат про арифметичний трикутник (Traité du triangle arithmétique avec quelques autres petits traités sur la méme matiére, 1654, виданий у 1665)
6. Листи до провінціала — серія з вісімнадцяти листів, опублікованих у 1656—1657, шедевр французької сатиричної прози.
7. Молитовне звернення про те, як діяти на благо хвороб» (Priére pour demander é Dieu le bon usages des maladies, 1779)
8. Думки про релігію та інші предмети (Pensées sur la religion et sur quelques autres sujets) — посмертне видання, організоване родичами: змішане з усіх чернеток, що вони змогли знайти, більшою частиною з незакінченою «Апології християнської релігії» (Apologie de la religion chrétienne). Містить серед іншого так званий аргумент Парі.
9. Трактат про порожнечу — не був опублікований, після смерті автора було знайдено лише фрагменти.
10. Міркування про любовну пристрасть. На примірнику рукопису, знайденого В. Кузеном в бібліотеці Сен-Жермен-де-Пре в 1843 році, значилося, що вона приписується Паскалю. Єдиної думки щодо авторства Паскаля немає.

### Українські переклади
- Паскаль. Думки про релігію. — Львів: Місіонер, 1995. — 170 с.
- Блез Паскаль. Думки. пер. з французької А. Перепаді, О. Хоми — Київ: Дух і літера, 2009. — 704 с. — ISBN 966-7888-93-2[9]

## Увічнення пам'яті
- Pa — одиниця тиску в системі SI;
- Pascal — алгоритмічна мова програмування;
- один з двох університетів у Клермон-Феррані (Франція);
- щорічна французька наукова премія[10]; медаль Блеза Паскаля Європейської академії наук.
- кратер на Місяці; астероїд 4500 Паскаль[11]

### Топоніми
- У містах Берлін, Бонн, Лінц та Париж є вулиця Паскаля.
- У місті Краматорськ є провулок Блеза Паскаля. Також провулок Паскаля є у містах Ізмаїл та Полтава.